# 韦维尔
韦维尔（法語：Houesville，法語發音：[wɛvil]）是法国芒什省的一个旧市镇，属于圣洛区。2016年，韦维尔和另外3个市镇合并为新市镇卡朗唐莱马赖。

## 地理
韦维尔（49°21'3"N, 1°17'16"W）面积5.38 平方千米，位于法国诺曼底大区芒什省，该省份为法国西北部沿海省份，西、北、东北三面环大西洋，东起顺时针与卡爾瓦多斯省、奧恩省、马耶讷省和伊勒-维莱讷省接壤。
与韦维尔接壤的市镇（或旧市镇、城区）包括：布洛维尔、昂戈维尔欧普兰、阿普维尔、杜沃河畔列维尔、圣科姆迪蒙。

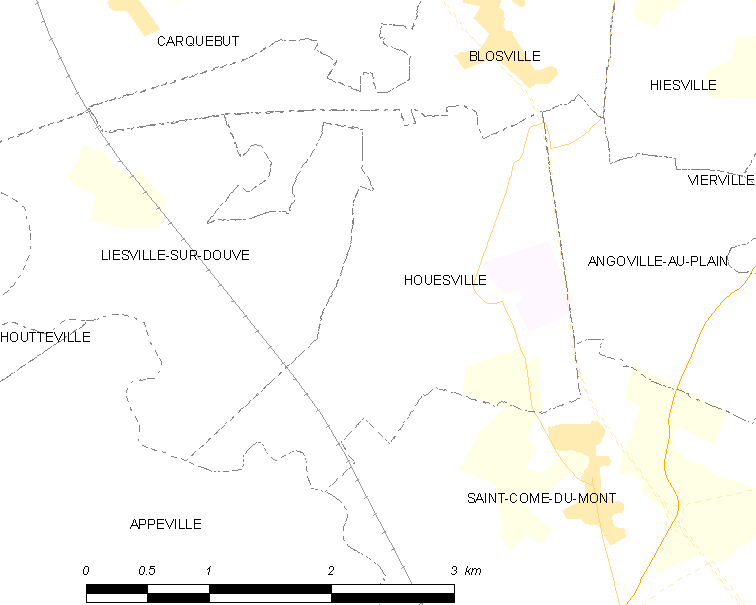
韦维尔的OSM定位图

韦维尔的时区为UTC+01:00、UTC+02:00（夏令时）。

## 行政
韦维尔的邮政编码为50480，INSEE市镇编码为50249。

## 政治
韦维尔所属的省级选区为卡朗唐莱马赖县。

## 人口

1962-2008年间韦维尔人口变化图示

韦维尔于2018年1月1日时的人口数量为286人。